# Héctor Timerman
Héctor Marcos Timerman (Buenos Aires, 16 de diciembre de 1953-30 de diciembre de 2018) fue un diplomático, político, y periodista argentino. Fue ministro de Relaciones Exteriores, Comercio Internacional y Culto de su país entre junio de 2010 y diciembre de 2015. Antes, fue embajador de Argentina en los Estados Unidos.

## Biografía
Hijo del periodista judío-ruso Jacobo Timerman, quien fundó en 1971 el diario La Opinión expropiado en 1977 por la dictadura cívico-militar, y reeditado con una línea editorial opuesta (1977-1981). Era periodista, con Maestría en Asuntos Internacionales de la Universidad de Columbia, Nueva York, Estados Unidos en 1981.
Timerman murió el domingo 30 de diciembre del 2018 a los 65 años, consecuencia del cáncer que lo aquejaba desde hacía más de dos años.

### Diario La Tarde
Timerman a los 22 años dirigió en dos ocasiones (durante marzo y agosto de 1976) el diario que perteneciente a su padre Jacobo Timerman, La Tarde. En junio de 1972, estallaron dos bombas: una en la redacción y la otra en la puerta de la casa de Timerman.
Se mantuvo en funcionamiento 6 años, ya que en 1977 fue clausurado y expropiado durante el autodenominado Proceso de Reorganización Nacional que encabezaron jefes militares tras quebrar el orden legal y constitucional del país.
En ese mismo 1977, Timerman, director del diario, fue secuestrado por un grupo paramilitar dependiente del coronel Ramón Camps y estuvo preso dos años y medio. Tras el secuestro de Timerman y posterior expropiación, la dictadura de Videla publicó el diario hasta 1981, con el mismo nombre pero una línea editorial totalmente distinta. junto a Ramiro de Casasbellas y Tomás Eloy Martínez como colaboradores, con un papel cada vez más crítico con el gobierno militar el diario fue sometido a inspecciones de todo tipo y clausuras, finalmente en mayo de 1976 el gobierno militar decidd clausurar la imprenta donde se editaba.
Algunos medios sostienen que el diario azuzó el golpe y con los militares en el poder ensalzaron las acciones de las Fuerzas Armadas en contra de los "elementos subversivos".
En su edición del 16 de marzo de 1976 publicó en su primera plana una gran fotografía en la que se ve a la presidenta Isabel Perón hablando en público Al producirse el golpe de Estado del 24 de marzo de 1976 y asumir la dictadura cívico militar autodenominada Proceso de Reorganización Nacional (1976-1983) que se caracterizó por el terrorismo de Estado, las fuerzas armadas suprimieron toda libertad de prensa al reprimir con cárcel a quien desprestigiara a las Fuerzas Armadas o difundiera actividades opositoras y estableció una oficina de censura previa en la Casa de Gobierno. La tapa del 24 de marzo tiene un gran titular: “Prestó juramento. Junta Militar. Para reorganizar la Nación” y otro al costado: “Isabel detenida”. La tapa de una edición posterior tiene el titular “Nuevo gobierno” seguido de “Comienza una etapa decisiva. Expectativa en lo económico”. Al costado, los otros titulares son “Carne, con gran rebaja de precios” y “Terrorismo: fue asesinado un alto jefe de la policía”.
En una edición posterior el titular en grandes caracteres es “Mensaje de Videla al país”, seguido de otros de menor tamaño “Golpe al extremismo: 10 bajas en tiroteos” y “¡Que siga!: Rebajan artículos de la canasta familiar”. Más adelante el titular principal de la primera plana dirá: “Videla: empieza un nuevo ciclo con orden y justicia”, luego un titular en tamaño menor: “Granada mató dos niños” y en la parte inferior en gran tamaño: “Congelan los fondos de Isabel” Su altísimo nivel de periodistas experimentados y de opinión en las noticias, convirtió al diario en un éxito de ventas convirtiéndose en uno de los tres diarios más vendidos del país
En la edición del 2 de abril publicó una fotografía de Timerman cuando concurrió el día anterior a una reunión con el dictador Jorge Rafael Videla. El alineamiento del diario con la Junta Militar se reflejaba en sus titulares; en ellos proclamaba “Junta militar para reorganizar la Nación”, “Represión ajustada a las normas jurídicas”.

### Derechos Humanos
Al ser secuestrado y torturado su padre Jacobo Timerman, se arrepintió de su participación en el diario. Se convirtió en militante por los derechos humanos y en 1978 debió exiliarse en Nueva York, en donde cofundó Americas Watch, capítulo occidental de Human Rights Watch. Más adelante fue parte de la junta directiva del Fondo por la Libertad de Expresión, grupo basado en Londres.
Timerman permaneció activo en la militancia por los derechos humanos. Fue miembro del Consejo de la Asamblea Permanente por los Derechos Humanos desde 2002 hasta 2004, y presidió de la Coalición Internacional de Museos Históricos de la Memoria. Timerman fue el primer testigo en dar testimonio en el juicio a Christian von Wernich, un excapellán de la Policía de la Provincia de Buenos Aires, acusado de complicidad en numerosos asesinatos y torturas (incluyendo la de su padre) en la última dictadura.
En 2013, declaró que "no le debe nada" a Israel por haber intercedido en el secuestro de su padre durante la dictadura, al ser consultado por Radio Continental sobre la postura contraria de Israel al acuerdo firmado con el régimen iraní de Mahmud Ahmadineyad.

### Carrera periodística
En 1981 obtuvo un máster en relaciones internacionales en la Universidad de Columbia, y publicó columnas de opinión en los diarios New York Times, Los Angeles Times, Newsweek y The Nation.
Al regresar a la Argentina en 1989, cofundó dos revistas de noticias: Tres Puntos y Debate.
Se convirtió en colaborador frecuente de la revista Noticias y del diario Ámbito Financiero.
Condujo un programa de entrevistas llamado Diálogos con Opinión.

### Carrera política

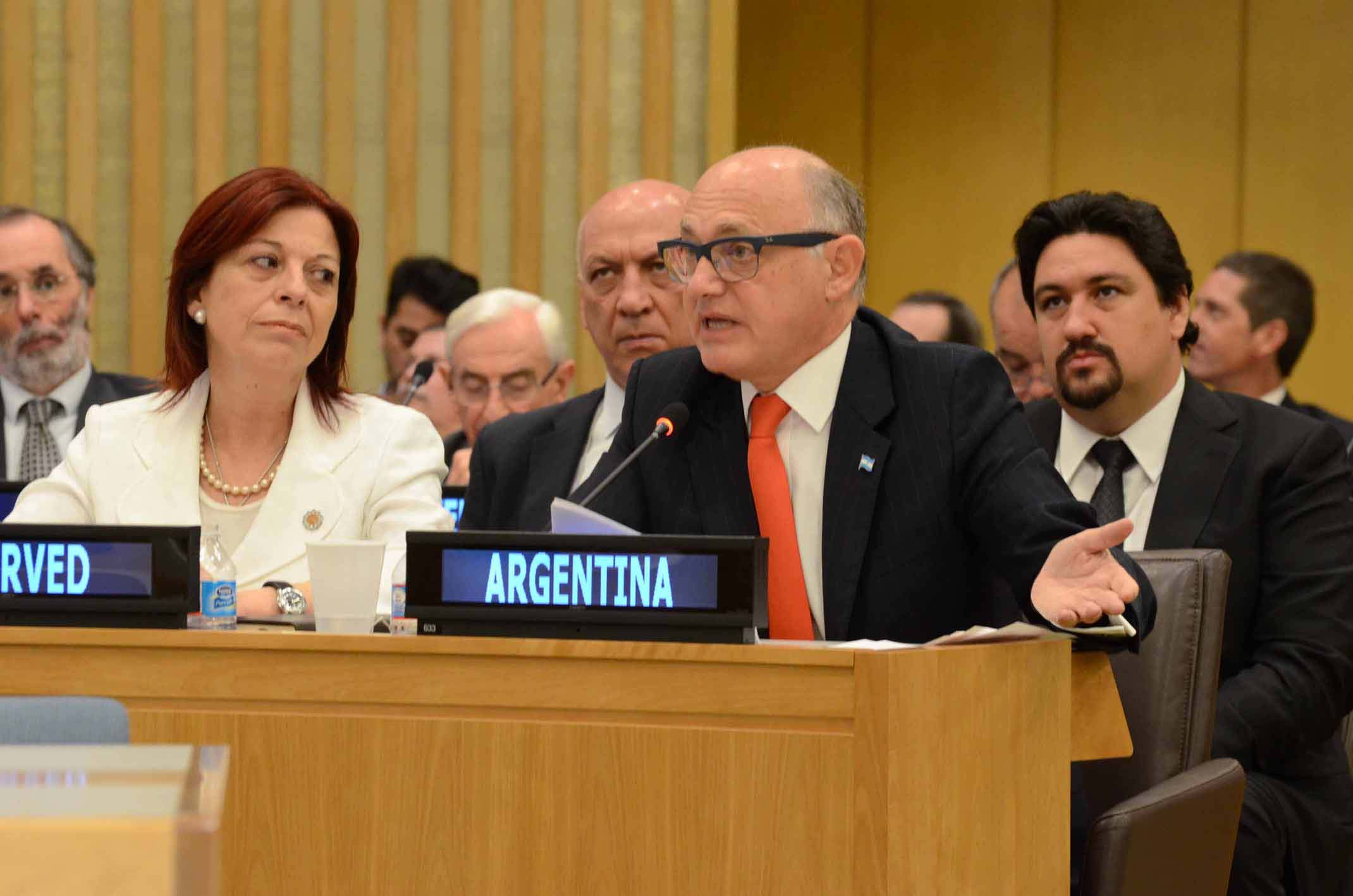
Timerman en el Comité de Descolonización de las Naciones Unidas en junio de 2013 reclamando por las islas Malvinas. A la izquierda, la entonces representante argentina ante la ONU, María Cristina Perceval.

En las elecciones de 2001 fue candidato a diputado nacional de Capital Federal por Alternativa por una República de Iguales, no logrando una bancas.
Después de las elecciones de 2003 se manifestó partidario del presidente Néstor Kirchner, quien en julio de 2004 lo designó cónsul general en Nueva York.
Hacia diciembre de 2007 pasó a ser embajador en los Estados Unidos. Luego de la renuncia de Jorge Taiana, la presidenta Cristina Fernández de Kirchner lo nombró Ministro de Relaciones Exteriores, Comercio Internacional y Culto. En diciembre de 2011, el área de comercio exterior pasó al Ministerio de Economía y Finanzas Públicas, modificándose la denominación de la Cancillería a Ministerio de Relaciones Exteriores y Culto.
Durante su mandato priorizó la presentación de los autores del atentado a la AMIA en 1994 ante la justicia, y persuadió al gobierno vecino de Bolivia de acortar una visita de Estado a ese país en 2011 del ministro de defensa iraní Ahmad Vahidi (cuyo arresto las autoridades argentinas habían intentado desde 2007 en conexión con el ataque). También trabajó para establecer una Comisión de la Verdad junto con Irán en 2013 para investigar el atentado de 1994.
Por otro lado, adelantó esfuerzos en curso contra los fondos buitre que buscaban el pago al valor nominal de los bonos comprados a los revendedores por centavos de dólar, y cuyos intentos de bloquear los pagos a todos los otros tenedores de bonos continuaron amenazando la reestructuración anterior de la deuda de Argentina.
La larga disputa de soberanía sobre las Islas Malvinas fue un punto destacado durante su mandato. Timerman afirmó que "hemos estado tratando de encontrar una solución pacífica durante 180 años". Timerman obtuvo declaraciones de apoyo a la soberanía argentina de parte de naciones africanas y latinoamericanas.

## Denuncia
El 13 de febrero de 2015 el fiscal federal Gerardo Pollicita, imputó a Héctor Timerman por la denuncia presentada por Alberto Nisman, por el presunto encubrimiento a los sospechosos iraníes de llevar a cabo el atentado a la AMIA. La denuncia fue rechazada por el juez Daniel Rafecas por resolución del 26 de febrero de 2015 por entender que no había elementos suficientes para abrir una causa penal. Entre los extensos fundamentos dijo:

”Ha quedado claro, que ninguna de las dos hipótesis de delito sostenida por el fiscal Pollicita en su requerimiento, se sostienen mínimamente…La primera [«Comisión de la Verdad»], porque el presunto delito nunca se cometió. Y la segunda [«baja de las notificaciones rojas»], porque la evidencia reunida, lejos de sostener mínimamente la versión fiscal, la desmiente de un modo rotundo y lapidario, llevando también a la misma conclusión de la inexistencia de un delito"

En diciembre de 2015 fue denunciado tras haberse hecho público un audio en el que reconocía saber que los iraníes fueron los culpables del atentado a la mutual israelita argentina. Timerman quedó imputado por el fiscal federal Eduardo Taiano por «traición a la Patria».
En diciembre de la Sala IV de la Cámara Federal de Casación Penal declaró inadmisibles sus recursos presentados y manifestó que la investigación debe seguir su curso.
Por esta causa, el 7 de diciembre de 2017 fue detenido con prisión preventiva por orden del juez Claudio Bonadío prestando arresto domiciliario atento a su situación de salud. Timerman, quien sufría un cáncer terminal, no pudo obtener una visa para su tratamiento en Estados Unidos debido a su prisión preventiva, pese a la mediación del gobierno argentino.
En diciembre de 2017, su hermano señaló a la Delegación de Asociaciones Israelitas Argentinas (DAIA) y Asociación Mutual Israelita Argentina (AMIA), que fueron parte de la denuncia judicial. Timerman publicó en su cuenta de Twitter: «en ambos casos la DAIA y la AMIA colaboraron en nuestro calvario», haciendo referencia a su padre. En abril de 2015, Timerman había renunciado a la membresía de la AMIA, considerándola (junto a la DAIA) como un «boicot» y una «obstrucción» a las investigaciones del atentado de 1994.
Según sostuvo el ex secretario general de INTERPOL, Ronald Noble, en 2018, el memorándum no implicaba el levantamiento de las alertas rojas y de hecho fue una insistencia de Timerman que las mismas se mantuvieran.
En octubre de 2021 Timerman fue sobreseído por un tribunal oral, ya que los jueces consideraron  que no hubo delito en la firma del acuerdo con Irán.
| Predecesor: Jorge Taiana | Ministro de Relaciones Exteriores Comercio Internacional y Culto 2010-2015 | Sucesor: Susana Malcorra |

## Televisión
- Timerman, temas pendientes (Canal 7, 2003-2004)